# AT&T Building (Omaha)
El AT&T Building es un rascacielos de 81 metros y 16 plantas situado en el centro de Omaha, Nesbraska, Estados Unidos. Fue la estructura más alta de Omaha hasta la construcción de Woodmen Tower que la superaró en altura. El edificio original constaba de 15 plantas y fue completado en 1918 y se le añadieron 12 plantas en sus lados norte y oeste en 1957 y 1964 respectivamente. En 1970 se añadió una última planta. Fue la sede de The Northwestern Bell hasta 1991, cuando US West fusionó sus tres compañías operativas. El edificio ahora se utiliza para las operaciones de Lumen Technologies en la ciudad.